# Домінгуш Кіна
Домінгуш Кіна (порт. Domingos Quina, нар. 18 листопада 1999, Бісау) — португальський футболіст гвінея-бісауського, півзахисник кіпрського клубу «Пафос». Виступав також за низку португальських і закордонних клубів. Чемпіон Кіпру.

## Клубна кар'єра
Домінгуш Кіна народився 1999 року в столиці Гвінеї-Бісау Бісау, та вже в дитинстві перебрався до Португалії, де й розпочав займатися футболом у школі клубу «Бенфіка», пізніше займався в школах англійських клубів «Челсі» та «Вест Гем Юнайтед». У 2016 році Кіну перевели до головної команди клубу «Вест Гем Юнайтед», проте в основному складі лондонської команди так і не зіграв, і в 2018 році перейшов до складу іншого англійського клубу «Вотфорд».
У 2021 році керівництво «Вотфорда» віддало португальського півзахисника в оренду до іспанського клубу «Гранада», пізніше футболіст до 2023 року грав у оренді в клубах «Фулгем», «Барнслі», «Ельче» та «Ротергем Юнайтед». У 2023 році Кіна перейшов до складу італійського клубу «Удінезе», проте в ньому до основного складу не потрапляв, і на початку 2024 року футболіста віддали в оренду до португальського клубу «Візела».
У другій половині 2024 року Домінгуш Кіна став гравцем кіпрського клубу «Пафос». У складі кіпрського клубу португальський футболіст у сезоні 2024—2025 став чемпіоном Кіпру.

## Виступи за збірні
2015 року дебютував у складі юнацької збірної Португалії, загалом на юнацькому рівні взяв участь у 49 іграх, відзначившись 12 забитими голами.
2019 року залучався до складу молодіжної збірної Португалії. На молодіжному рівні зіграв у 3 офіційних матчах.

## Титули і досягнення
- Чемпіон Кіпру (1):

«Пафос»: 2024–2025
Збірні
- Чемпіон Європи (U-17): 2016
- Чемпіон Європи (U-19): 2018